# Чирчубёвурские скамьи
«Чирчубёвурские скамьи» (фар. Kirkjubøstólarnir) — резные деревянные детали различных предметов церковного интерьера, найденные в церкви святого Олафа в деревне Чирчубёвур на Фарерских островах. Изготовлены в первой половине XV века. С 1875 по 2002 год хранились в национальном музее Дании, затем были возвращены на Фарерские острова и выставлены в национальном музее архипелага.

## Описание
«Скамьи» представляют собой набор из 18 сосновых деталей различных предметов интерьера католического храма. Две из них являются деталями при-дьё, остальные, вероятно, выполняли функцию торцов церковных скамей, аналоя и трона епископа.
Две скамьи выполнены в простой манере и лишены изображений. Остальные шестнадцать представляют собой высококачественные и нетривиальные деревянные скульптуры с изображениями религиозной тематики. На одиннадцати из них представлены апостолы: Павел, Пётр, Иоанн, Иаков, Фома, Иуда Фаддей, Андрей, Варфоломей, Матфей и два неопознанных апостола. На трёх других изображены библейские персонажи и мотивы: Иоанн Креститель, Богородица с младенцем Иисусом и сцена встречи Марии и Елизаветы. На одной из скамей изображён святой Брендан, почитание которого на Фарерских островах началось из-за установления контактов с немецкими купцами из области устья Рейна. Последняя скамья содержит изображение известного фарерского церковного деятеля — епископа Эрленда.
Одна из скамей также содержит старейшее изображение герба Фарерских островов — геральдического щита с овном в центре.

## История
На скамье с изображением встречи Марии и Елизаветы также представлен герб короля Эрика Померанского и его супруги Филиппы Английской. Исходя из этого, учёные определяют время создания чирчубёвурских скамей периодом с 1406 (заключение брака) по 1430 год (смерть Филиппы). Эта оценка подтверждается результатами радиоуглеродного датирования.
По версии датского учёного Д. Брууна, изначально скамьи предназначались для собора святого Магнуса. Эту гипотезу поддерживает исследователь К. Крог, используя в качестве её подтверждения имеющиеся на скамьях декоративные элементы, связанные с историей Фарерских островов. По другой версии, выдвинутой датским учёным Т. Э. Кристиансеном, скамьи были изготовлены для некоего гораздо большего храма, расположенного на западном побережье Норвегии и схожего с Апостольской церковью в Бергене.
Впервые скамьи были описаны датским учёным Х. К. Люнгбюэ в 1817 году. В конце 60-х годов XIX века скамьи были расположены в церкви святого Олафа. К этому времени в связи с плохим состоянием здания церкви назрел вопрос о его реставрации. В 1868 году началось обсуждение вопросов, связанных с масштабом и методикой предстоящих восстановительных работ, которое продлилось несколько лет. В течение всего обсуждения постоянно подчёркивалась важность сохранения древних деталей интерьера храма. В результате реставрации, пришедшейся на начало 70-х годов, здание было серьёзно перестроено в современном неоготическом стиле, в связи с чем старинные скамьи перестали сочетаться с интерьером церкви. Более того, состояние деревянных изделий делало их непригодными для дальнейшего использования по прямому назначению. В этой связи пробст В. У. Хаммерсхаимб обратился в Министерство Церкви и образования с просьбой позаботиться о скамьях, после чего они были доставлены в Королевский музей скандинавских древностей в Копенгагене (будущий Национальный музей Дании).
В 1901 году видный деятель фарерского национального движения, чирчубёвурский крестьянин Й. Патуссон стал членом датского парламента и в связи с этим предпринял первую попытку возвращения скамей на архипелаг как связанных с ним ценных произведений искусства. Эта попытка Патуссона, как и последовавшие за ней в 1918, 1919 и 1928—1936 годах, не обернулась успехом. Во второй половине XX века фарерские политики и учёные продолжали пытаться решить вопрос репатриации чирчубёвурских скамей в свою пользу, но сталкивались с отпором с датской стороны, который обосновывался с опорой на упомянутую выше теорию Т. Э. Кристиансена. Лишь в 1977 году Министерство культуры Дании согласилось вернуть скамьи на Фареры при условии создания там здания музея с подходящими условиями хранения. Новое здание Фарерского национального музея было завершено в 1995 году, однако на архипелаг чирчубёвурские скамьи были возвращены лишь в 2002 году.

## В филателии
В 1980, 1984 и 2001 годах Почта Фарерских островов выпускала наборы из 4 марок с изображениями некоторых из чирчубёвурских скамей. Рисунки скамей на марках были выполнены Чеславом Сланей.

### Набор марок 1980 года

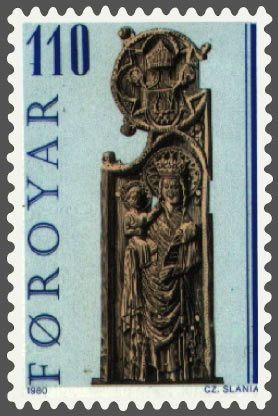
Богородица с младенцем Иисусом
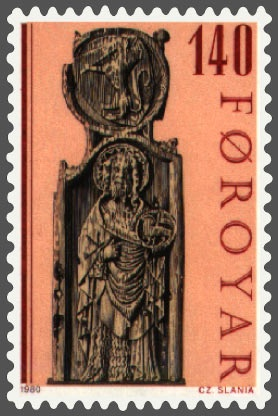
Иоанн Креститель
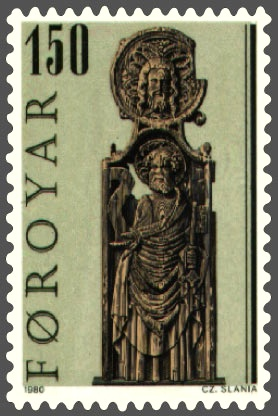
Апостол Пётр
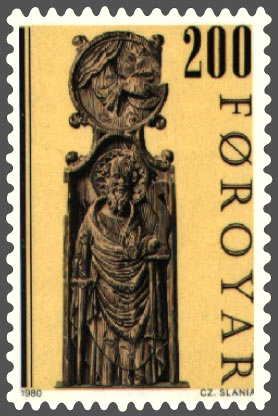
Апостол Павел

### Набор марок 1984 года

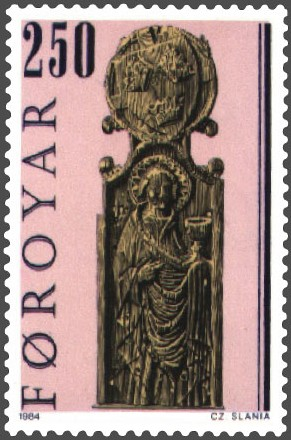
Апостол Иоанн
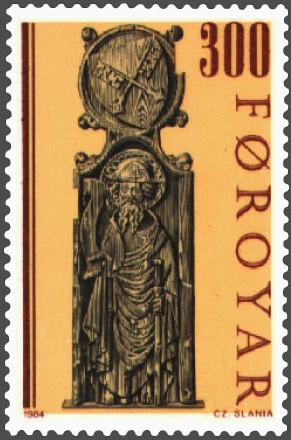
Апостол Яков
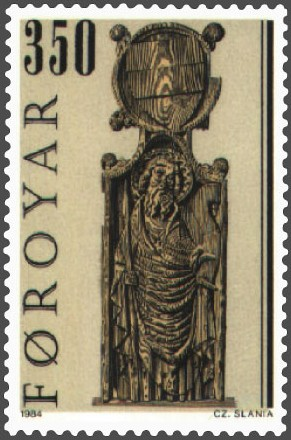
Апостол Фома
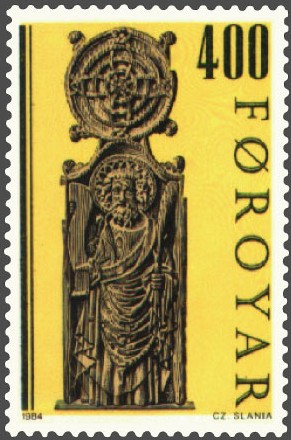
Апостол Иуда Фаддей

### Набор марок 2001 года

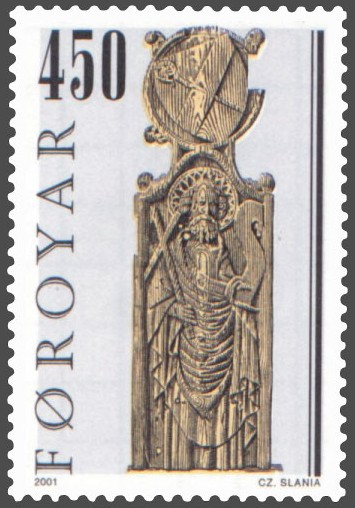
Андрей Первозванный
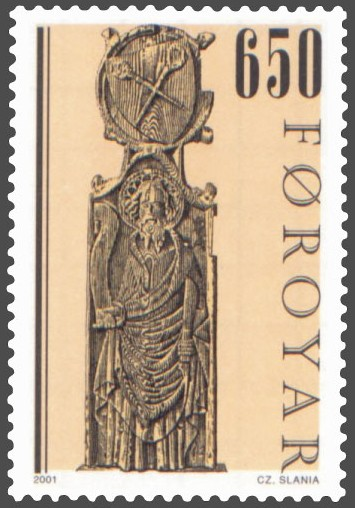
Апостол Варфоломей
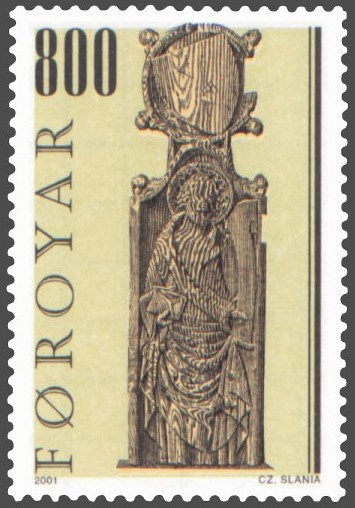
Неизвестный апостол
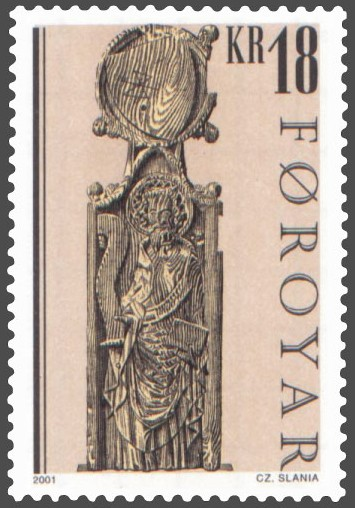
Неизвестный апостол